# Мочидла (Турецький повіт)
Мочидла (пол. Moczydła) — село в Польщі, у гміні Добра Турецького повіту Великопольського воєводства.
Населення — 75 осіб (2011).
У 1975-1998 роках село належало до Конінського воєводства.

## Демографія
Демографічна структура станом на 31 березня 2011 року:
|          | Загалом | Допрацездатний вік | Працездатний вік | Постпрацездатний вік |
| -------- | ------- | ------------------ | ---------------- | -------------------- |
| Чоловіки | 36      | 3                  | 25               | 8                    |
| Жінки    | 39      | 7                  | 19               | 13                   |
| Разом    | 75      | 10                 | 44               | 21                   |